# 소녀A (시이나 모타의 노래)
〈소녀A〉(일본어: 少女A)는 일본의 보컬로이드 프로듀서(보카로P)인 시이나 모타가 작사, 작곡한 노래이다. 2013년 10월 17일에 유튜브와 니코니코 동화를 통해 공개되었고, 2015년 3월 4일에 앨범을 통해 발매되었다. 보컬 음성은 보컬로이드인 카가미네 린의 보컬을 사용하였다. 빌보드 재팬에서 글로벌 재팬 송 익스클루딩 재팬 최고 8위, 니코니코 보컬로이드 송 탑 20 최고 13위를 차지하였다. 2025년 8월 기준 유튜브 보컬로이드 곡 조회수 1위를 차지하고 있다.

## 배경
뮤직 비디오는 2013년 10월 17일에 공개되었고, 2015년 3월 4일에는 스트리밍 서비스로 발매되었다.

## 반응

### 니코니코 동화
니코니코 동화에 업로드된 뮤직 비디오는 2024년 2월 8일, 약 10년 4개월 만에 100만 재생수를 기록하여 VOCALOID 전설입성에 달성하였다.

### 유튜브
유튜브에 업로드된 뮤직 비디오는 2024년 7월 14일에 조회수 1억 회를 돌파하였으며, 다음 해인 2025년 5월 8일에는 조회수 1억 5,000만 회를 돌파하였다.

## 차트 기록

### 주간 차트
| 차트                                         | 최고 순위 |
| -------------------------------------------- | --------- |
| 글로벌 재팬 송 익스클루딩 재팬 (빌보드 재팬) | 8         |
| 니코니코 보컬로이드 송 톱 20 (빌보드 재팬)   | 13        |